# Dorohucza (gromada)
Dorohucza – dawna gromada, czyli najmniejsza jednostka podziału terytorialnego Polskiej Rzeczypospolitej Ludowej w latach 1954–1972.
Gromady, z gromadzkimi radami narodowymi (GRN) jako organami władzy najniższego stopnia na wsi, funkcjonowały od reformy reorganizującej administrację wiejską przeprowadzonej jesienią 1954 do momentu ich zniesienia z dniem 1 stycznia 1973, tym samym wypierając organizację gminną w latach 1954–1972.
Gromadę Dorohucza z siedzibą GRN w Dorohuczy utworzono – jako jedną z 8759 gromad na obszarze Polski – w powiecie chełmskim w woj. lubelskim na mocy uchwały nr 7 WRN w Lublinie z dnia 5 października 1954. W skład jednostki weszły obszary dotychczasowych gromad Dorohucza i Wojciechów ze zniesionej gminy Siedliszcze w powiecie chełmskim oraz miejscowość Majdan Siostrzytowski z dotychczasowej gromady Białka wieś ze zniesionej gminy Jaszczów w powiecie lubelskim w tymże województwie. Dla gromady ustalono 10 członków gromadzkiej rady narodowej.
1 stycznia 1957 z gromady Dorohucza wyłączono część wsi Majdan Siostrzytowski o powierzchni 14,67 ha (położoną na północ od granicy lasu), włączając ją do gromady Białka w powiecie lubelskim w tymże województwie. 
1 stycznia 1958 z gromady Dorohucza wyłączono wieś Wojciechów, włączając ją do gromady Chojno Nowe w powiecie chełmskim, po czym gromadę Dorohucza (bez wsi Wojciechów) włączono do powiatu lubelskiego w tymże województwie, gdzie równocześnie została zniesiona, a jej obszar włączony do gromady Trawniki tamże.